# Jair Rodrigues
Pour les articles homonymes, voir Rodrigues (homonymie).

Elis Regina y Jair Rodrigues, 1972.

Jair Rodrigues de Oliveira, né le 6 février 1939 à Igarapava (São Paulo) et mort le 8 mai 2014 à Cotia (São Paulo), est un chanteur brésilien (samba, Música Popular Brasileira, musique du Sertão).

## Biographie
Jair Rodrigues passe son enfance à Nova Europa, puis s'installe à São Carlos avec sa famille en 1954. Après avoir exercé divers métiers, il commence sa carrière musicale en 1959 en participant à des émissions de la radio locale. Au début des années 1960, il tente sa chance à São Paulo et est invité à participer à des émissions de télévision. Il rencontre Elis Regina, avec laquelle il forme un duo qui obtient un grand succès dans l'émission O fino da bossa.
En 1966, il participe au Festival de la chanson avec une interprétation de Disparada de Geraldo Vandré et Théo de Barros, et remporte le premier prix ex-aequo avec "A Banda", de Chico Buarque. Cette victoire lui assure le succès et il commence à réaliser des tournées à l'étranger.
En 1971, il enregistre la chanson Festa para um Rei Negro, qui constitue le samba-enredo de l'école de samba Salgueiro (Rio de Janeiro). Parmi ses autres succès figurent des airs du Nordeste, comme O Menino da Porteira, Boi da Cara Preta et Majestade o Sabiá.

## Discographie
- Vou de samba com você (1964)
- O samba como ele é (1964)
- Dois na Bossa - Elis Regina et Jair Rodrigues (1965)
- O sorriso do Jair (1966)
- Dois na Bossa nº 2 - Elis Regina et Jair Rodrigues (1966)
- Dois na Bossa nº 3 - Elis Regina et Jair Rodrigues (1967)
- Jair (1967)
- Menino rei da alegria (1968)
- Jair de todos os sambas (1969)
- Jair de todos os sambas nº 2 (1969)
- Talento e bossa de Jair Rodrigues (1970)
- É isso aí (1971)
- Festa para um rei negro (1971)
- Com a corda toda (1972)
- Orgulho de um sambista (1973)
- Abra um sorriso novamente (1974)
- Jair Rodrigues dez anos depois (1974)
- Ao vivo no Olympia de Paris (1975)
- Eu sou o samba (1975)
- Minha hora e vez (1976)
- Estou com o samba e não abro (1977)
- Pisei chão (1978)
- Antologia da seresta (1979)
- Couro comendo (1979)
- Estou lhe devendo um sorriso (1981)
- Antologia da seresta nº 2 (1981)
- Alegria de um povo (1981)
- Jair Rodrigues de Oliveira (1982)
- Carinhoso (1983)
- Luzes do prazer (1984)
- Jair Rodrigues (1985)
- Jair Rodrigues (1988)
- Lamento sertanejo (1991)
- Viva meu samba (1994)
- Eu sou… Jair Rodrigues (1996)
- De todas as bossas (1998)
- 500 anos de folia-100% ao vivo (1999)
- 500 anos de folia vol. 2 (2000)
- Intérprete (2002)
- A nova bossa (2004)
- Alma negra (2005)
- Jair Rodrigues - Programa Ensaio - Brasil 1991 (CD et DVD) (2006)
- Festa Para Um Rei Negro (CD e DVD) (2009)
- Samba mesmo vol. 1 (2014)
- Samba mesmo vol. 2 (2014)

## Vie personnelle
Marié à Clodine Mello, il a un fils, Jair Oliveira, et une fille, Luciana Mello, tous deux chanteurs.